# اللاعب (فلم)
اللاعب (بالإنجليزية: The Player) هو فيلم هجاء وكوميديا سوداء أمريكي صدر عام 1992، من إخراج روبرت ألتمان وتأليف مايكل تولكين. نجوم الفيلم هم: تيم روبنز، غريتا سكاتشي، فريد وارد، ووبي غولدبرغ، بيتر غالاغر، بريون جيمس، سينثيا ستيفنسون

## طاقم التمثيل
- تيم روبنز بدور غريفين ميل
- غريتا سكاتشي بدور جين غودموندسدوتير
- فريد وارد بدور والتر ستاكيل
- ووبي غولدبرغ بدور المحقق أفيري
- بيتر غالاغر بدور لاري ليفي
- بريون جيمس بدور جويل ليفيسون
- سينثيا ستيفنسون بدور بوني شيرو
- فينسنت دونوفريو بدور ديفيد كاهاني
- دين ستوكويل بدور آندي سيفيلا
- ريتشارد جرانت بدور توم أوكلي
- سيدني بولاك بدور ديك ميلون
- لايل لوفيت بدور المحقق ديلونغبري
- دينا ميريل بدور سيليا
- جينا غيرشون بدور ويتني جيرش
- جيريمي بيفن بدور ستيف ريفز

## وصلات خارجية
- مقالات تستعمل روابط فنية بلا صلة مع ويكي بيانات